# Dorfkirche Damme (Nennhausen)

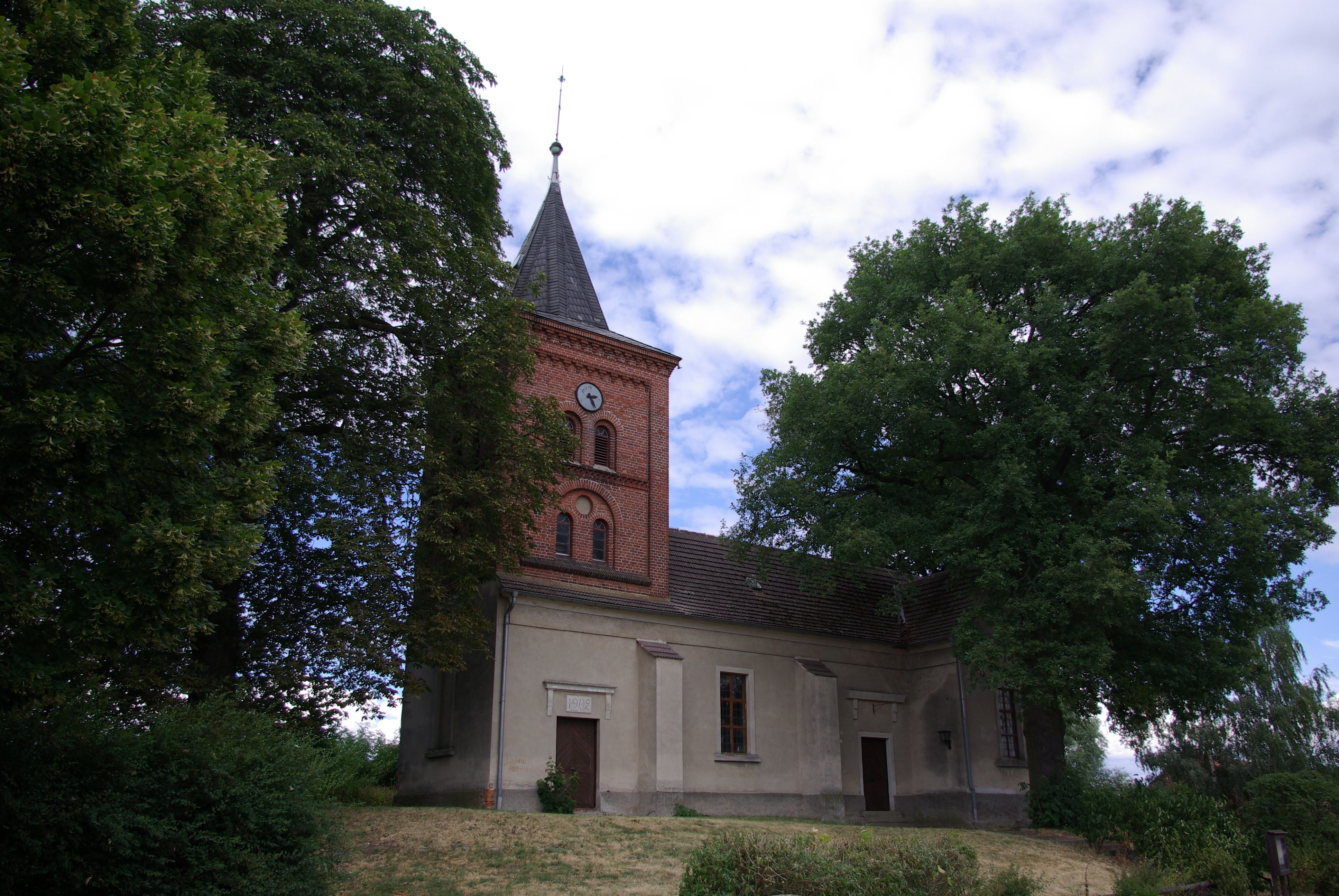
Dorfkirche Damme

Die evangelische, denkmalgeschützte Dorfkirche Damme steht in Damme, einem Gemeindeteil der Gemeinde Nennhausen des Landkreises Havelland in Brandenburg (Deutschland). Die Kirche gehört zum Kirchenkreis Nauen-Rathenow im Sprengel Potsdam der Evangelischen Kirche Berlin-Brandenburg-schlesische Oberlausitz.

## Beschreibung
Die Kirche wurde ursprünglich 1822 als Langhaus, deren Wände durch Strebepfeilern gestützt werden, mit dreiseitigem Schluss im Osten nach einem Entwurf des Stadtbaurats aus Rathenow gebaut. 1902 wurde die Saalkirche durch Einfügen eines Querschiffs in das Langhaus zur Kreuzkirche erweitert. Gleichzeitig wurde über dem westlichen Joch des Langhauses ein neuromanischer Dachturm aus Backsteinen errichtet, der durch ein Gesims in zwei Geschosse geteilt und durch Lisenen an den Ecken gegliedert ist. Den Abschluss bildet ein achtseitiger, schiefergedeckter Knickhelm.
Zur Kirchenausstattung gehört ein einfacher klassizistischer Kanzelaltar, der von ionischen Säulen eingefasst ist und über dessen seitlichen Durchgängen Emporen eingebaut sind. Die Orgel mit sechs Registern, einem Manual und einem Pedal wurde 1903 als Opus 18 von der Alexander Schuke Orgelbau errichtet.